# Lighthouse (chanson)
Pour les articles homonymes, voir Lighthouse.
Chansons représentant la Croatie au Concours Eurovision de la chanson
Mižerja
(2013)
Lighthouse (en français « Phare ») est la chanson de Nina Kraljić qui représente la Croatie au Concours Eurovision de la chanson 2016 à Stockholm.
Le 10 mai 2016, lors de la 1re demi-finale, elle termine à la 10e place avec 133 points et est qualifiée pour la finale le 14 mai 2016, au cours de laquelle elle termine à la 23e position avec 73 points.